# Bourevestnik Tbilissi
Pour les articles homonymes, voir Bourevestnik.
Ne doit pas être confondu avec Shevardeni STU Tbilissi.
Le Bourevestnik Tbilissi est un club de handball situé à Tbilissi en Géorgie.

## Palmarès
- Vainqueur du Championnat d'Union soviétique (2) : 1962, 1964
  - Deuxième en 1965, 1966, 1967
  - Troisième en 1963, 1977, 1980, 1981

## Personnalités liées au club
- Alexandre Anpilogov